# Septième circonscription de Meurthe-et-Moselle
La septième circonscription de Meurthe-et-Moselle est une ancienne circonscription du département de Meurthe-et-Moselle (54)  supprimée en 2010 qui ne comptera alors que six circonscriptions législatives françaises. 

## Description géographique et démographique

### De 1958 à 1986
La septième circonscription de Meurthe-et-Moselle était composée de :
- canton de Longuyon
- canton de Longwy

Source : Journal Officiel du 14-15 Octobre 1958.

### 1988-2012
La septième circonscription de Meurthe-et-Moselle est délimitée par le découpage électoral de la loi n°86-1197 du 24 novembre 1986. Elle regroupe les divisions administratives suivantes : 
- Canton d'Audun-le-Roman
- Canton d'Herserange
- Canton de Longuyon
- Canton de Longwy
- Canton de Mont-Saint-Martin
- Canton de Villerupt.

D'après le recensement général de la population en 1999, réalisé par l'Institut national de la statistique et des études économiques (INSEE), la population totale de cette circonscription est estimée à 101767 habitants,.
Le redécoupage des circonscriptions législatives réalisé en 2010 et entrant en application à compter des élections législatives de juin 2012, a modifié le nombre et la répartition des circonscriptions de Meurthe-et-Moselle, réduit à six du fait de la sur-représentation démographique du département.

## Historique des députations
| Législature | Début de mandat | Fin de mandat  | Député             | Parti politique | Observations                                                                          |
| ----------- | --------------- | -------------- | ------------------ | --------------- | ------------------------------------------------------------------------------------- |
| IXe         | 23 juin 1988    | 1er avril 1993 | Jean-Paul Durieux  | PS              |                                                                                       |
| Xe          | 2 avril 1993    | 21 avril 1997  | Jean-Paul Durieux, | PS,             | Mandat écourté à la suite d'une dissolution parlementaire décidée par Jacques Chirac. |
| XIe         | 12 juin 1997    | 18 juin 2002   | Jean-Paul Durieux, | PS,             |                                                                                       |
| XIIe        | 19 juin 2002    | 19 juin 2007   | Édouard Jacque,    | UMP,            |                                                                                       |
| XIIIe       | 20 juin 2007    | 19 juin 2012   | Christian Eckert   | PS              |                                                                                       |

## Historique des élections

### Élections de 1958
| Candidat       | Candidat             | Parti          | Premier tour | Premier tour | Second tour | Second tour |  |
| Candidat       | Candidat             | Parti          | Voix         | %            | Voix        | %           |  |
| -------------- | -------------------- | -------------- | ------------ | ------------ | ----------- | ----------- |  |
|                | Louis Dupont         | PCF            | 9 287        | 27,35        | 10 211      | 29,53       |  |
|                | Joseph Nou élu       | UNR            | 8 576        | 25,26        | 17 122      | 49,51       |  |
|                | Pierre-Olivier Lapie | SFIO           | 8 264        | 24,34        | 7 249       | 20,96       |  |
|                | Georges Lejeune      | CNIP           | 5 691        | 16,76        | Retrait     | Retrait     |  |
|                | Lucien Herbays       | UFD            | 1 258        | 3,7          |             |             |  |
|                | Pierre Bardet        | Radsoc         | 881          | 2,59         |             |             |  |
|                |                      |                |              |              |             |             |  |
| Inscrits       | Inscrits             | Inscrits       | 43 408       | 100,00       | 43 402      | 100,00      |  |
| Abstentions    | Abstentions          | Abstentions    | 8 853        | 20,39        | 8 503       | 19,59       |  |
| Votants        | Votants              | Votants        | 34 555       | 79,61        | 34 899      | 80,41       |  |
| Blancs et nuls | Blancs et nuls       | Blancs et nuls | 598          | 1,73         | 317         | 0,91        |  |
| Exprimés       | Exprimés             | Exprimés       | 33 957       | 98,27        | 34 582      | 99,09       |  |

Le suppléant de Joseph Nou était Henri Petin, ouvrier mineur, de Villerupt.

### Élections de 1962
| Candidat       | Candidat                  | Parti          | Premier tour | Premier tour | Second tour | Second tour |  |
| Candidat       | Candidat                  | Parti          | Voix         | %            | Voix        | %           |  |
| -------------- | ------------------------- | -------------- | ------------ | ------------ | ----------- | ----------- |  |
|                | Joseph Nou sortant réélu  | UNR-UDT        | 14 027       | 43,21        | 18 758      | 56,53       |  |
|                | Louis Dupont              | PCF            | 11 166       | 34,39        | 14 426      | 43,47       |  |
|                | Charles-Léon Bassompierre | Radsoc         | 4 666        | 14,37        | Retrait     | Retrait     |  |
|                | Jean Feidt                | SFIO           | 2 606        | 8,03         | Retrait     | Retrait     |  |
|                |                           |                |              |              |             |             |  |
| Inscrits       | Inscrits                  | Inscrits       | 45 488       | 100,00       | 45 453      | 100,00      |  |
| Abstentions    | Abstentions               | Abstentions    | 12 349       | 27,15        | 11 198      | 24,64       |  |
| Votants        | Votants                   | Votants        | 33 139       | 72,85        | 34 255      | 75,36       |  |
| Blancs et nuls | Blancs et nuls            | Blancs et nuls | 674          | 2,03         | 1 071       | 3,13        |  |
| Exprimés       | Exprimés                  | Exprimés       | 32 465       | 97,97        | 33 184      | 96,87       |  |

Joseph Nou démissionne le 2 avril 1964. Son suppléant était Alfred Navel.

### Élections de 1964
| Candidat | Candidat          | Parti          | Premier tour | Premier tour | Second tour | Second tour |  |
| Candidat | Candidat          | Parti          | Voix         | %            | Voix        | %           |  |
| --- | ----------------- | -------------- | ------------ | ------------ | ----------- | ----------- |  |
| | Louis Dupont élu  | PCF            | 13 171       | 46,75        | 17 751      | 54,74       |  |
| | Charles Grein     | UNR            | 8 338        | 29,59        | 14 675      | 45,26       |  |
| | Alexandre Caspary | MRP            | 2 304        | 8,18         |             |             |  |
| | Jean Feidt        | SFIO           | 2 122        | 7,53         |             |             |  |
| | René Ansion       | Divers centre  | 1 593        | 5,65         |             |             |  |
| | André Longeot     | PSU            | 647          | 2,30         |             |             |  |
| |                   |                |              |              |             |             |  |
| Inscrits | Inscrits          | Inscrits       | 45 212       | 100,00       | 45 214      | 100,00      |  |
| Abstentions | Abstentions       | Abstentions    | 16 183       | 35,79        | 11 675      | 25,82       |  |
| Votants | Votants           | Votants        | 29 029       | 64,21        | 33 539      | 74,18       |  |
| Blancs et nuls | Blancs et nuls    | Blancs et nuls | 854          | 2,94         | 1 113       | 3,32        |  |
| Exprimés | Exprimés          | Exprimés       | 28 175       | 97,06        | 32 426      | 96,68       |  |
| Source : France, Ministère de l'intérieur. Les Elections législatives . Métropole., la Documentation française, 1968 (lire en ligne) |                   |                |              |              |             |             |  |

Le suppléant de Louis Dupont était Antoine Porcu, ancien adjoint au maire de Longwy.

### Élections de 1967
| Candidat       | Candidat             | Parti          | Premier tour | Premier tour | Second tour | Second tour |  |
| Candidat       | Candidat             | Parti          | Voix         | %            | Voix        | %           |  |
| -------------- | -------------------- | -------------- | ------------ | ------------ | ----------- | ----------- |  |
|                | Louis Dupont sortant | PCF            | 18 515       | 46,78        | 20 016      | 49,33       |  |
|                | Jacques Trorial élu  | UD-Ve          | 18 023       | 45,53        | 20 562      | 50,67       |  |
|                | Jean Colin           | FGDS (Radical) | 3 045        | 7,69         |             |             |  |
|                |                      |                |              |              |             |             |  |
| Inscrits       | Inscrits             | Inscrits       | 47 573       | 100,00       | 47 571      | 100,00      |  |
| Abstentions    | Abstentions          | Abstentions    | 7 216        | 15,17        | 6 266       | 13,17       |  |
| Votants        | Votants              | Votants        | 40 357       | 84,83        | 41 305      | 86,83       |  |
| Blancs et nuls | Blancs et nuls       | Blancs et nuls | 774          | 1,92         | 727         | 1,76        |  |
| Exprimés       | Exprimés             | Exprimés       | 39 583       | 98,08        | 40 578      | 98,24       |  |

Le suppléant de Jacques Trorial était Robert Richoux, professeur, adjoint au maire de Longwy.

### Élections de 1968
| Candidat       | Candidat                      | Parti          | Premier tour | Premier tour | Second tour | Second tour |  |
| Candidat       | Candidat                      | Parti          | Voix         | %            | Voix        | %           |  |
| -------------- | ----------------------------- | -------------- | ------------ | ------------ | ----------- | ----------- |  |
|                | Jacques Trorial sortant réélu | UDR (URP)      | 18 191       | 49,01        | 20 674      | 55,24       |  |
|                | Antoine Porcu                 | PCF            | 12 717       | 34,26        | 16 749      | 44,76       |  |
|                | Gilbert Bienaimé              | PSU            | 3 388        | 9,13         |             |             |  |
|                | Jean Colin                    | FGDS (Radical) | 2 819        | 7,6          |             |             |  |
|                |                               |                |              |              |             |             |  |
| Inscrits       | Inscrits                      | Inscrits       | 47 327       | 100,00       | 47 342      | 100,00      |  |
| Abstentions    | Abstentions                   | Abstentions    | 9 569        | 20,22        | 8 762       | 18,51       |  |
| Votants        | Votants                       | Votants        | 37 758       | 79,78        | 38 580      | 81,49       |  |
| Blancs et nuls | Blancs et nuls                | Blancs et nuls | 643          | 1,7          | 1 157       | 3           |  |
| Exprimés       | Exprimés                      | Exprimés       | 37 115       | 98,3         | 37 423      | 97          |  |

Le suppléant de Jacques Trorial était Robert Richoux. Robert Richoux remplaça Jacques Trorial, nommé membre du gouvernement, du 13 août 1968 au 1er avril 1973. Il siégea parmi les députés non-inscrits.

### Élections de 1973
| Candidat       | Candidat               | Parti          | Premier tour | Premier tour | Second tour | Second tour |  |
| Candidat       | Candidat               | Parti          | Voix         | %            | Voix        | %           |  |
| -------------- | ---------------------- | -------------- | ------------ | ------------ | ----------- | ----------- |  |
|                | Antoine Porcu          | PCF            | 14 957       | 36,76        | 20 740      | 49,93       |  |
|                | Robert Drapier élu     | MR             | 7 516        | 18,47        | 20 802      | 50,07       |  |
|                | Roger Ehrismann        | UDR (URP)      | 7 504        | 18,44        | Retrait     | Retrait     |  |
|                | Maurice Lefort         | PS (UGSD)      | 6 266        | 15,4         | Retrait     | Retrait     |  |
|                | Robert Richoux sortant | CDP            | 3 730        | 9,17         |             |             |  |
|                | Guy Boudet             | LO             | 720          | 1,77         |             |             |  |
|                |                        |                |              |              |             |             |  |
| Inscrits       | Inscrits               | Inscrits       | 49 660       | 100,00       | 49 656      | 100,00      |  |
| Abstentions    | Abstentions            | Abstentions    | 8 335        | 16,78        | 7 103       | 14,3        |  |
| Votants        | Votants                | Votants        | 41 325       | 83,22        | 42 553      | 85,7        |  |
| Blancs et nuls | Blancs et nuls         | Blancs et nuls | 632          | 1,53         | 1 011       | 2,38        |  |
| Exprimés       | Exprimés               | Exprimés       | 40 693       | 98,47        | 41 542      | 97,62       |  |

La suppléante de Robert Drapier était Mme Ruth Ways (1918-2005), médecin à Mont-Saint-Martin.
Robert Drapier siégea parmi les députés non-inscrits.

### Élections de 1978
| Candidat       | Candidat          | Parti          | Premier tour | Premier tour | Second tour | Second tour |  |
| Candidat       | Candidat          | Parti          | Voix         | %            | Voix        | %           |  |
| -------------- | ----------------- | -------------- | ------------ | ------------ | ----------- | ----------- |  |
|                | Antoine Porcu élu | PCF            | 17 889       | 35,73        | 26 164      | 52,64       |  |
|                | Bernard Labbé     | UDF            | 12 678       | 25,32        | 23 543      | 47,36       |  |
|                | Maurice Lefort    | PS             | 11 386       | 22,74        | Retrait     | Retrait     |  |
|                | Jacques Délivré   | RPR            | 5 472        | 10,93        |             |             |  |
|                | Jean Philippe     | MRG            | 1 623        | 3,24         |             |             |  |
|                | Daniel Gendre     | LO             | 588          | 1,17         |             |             |  |
|                | Christian Iceta   | UOPDP          | 438          | 0,87         |             |             |  |
|                |                   |                |              |              |             |             |  |
| Inscrits       | Inscrits          | Inscrits       | 59 085       | 100,00       | 59 082      | 100,00      |  |
| Abstentions    | Abstentions       | Abstentions    | 8 334        | 14,11        | 7 527       | 12,74       |  |
| Votants        | Votants           | Votants        | 50 751       | 85,89        | 51 555      | 87,26       |  |
| Blancs et nuls | Blancs et nuls    | Blancs et nuls | 677          | 1,33         | 1 848       | 3,58        |  |
| Exprimés       | Exprimés          | Exprimés       | 50 074       | 98,67        | 49 707      | 96,42       |  |

Le suppléant d'Antoine Porcu était Jules Jean, conseiller général, maire de Longwy.

### Élections de 1981
| Candidat       | Candidat              | Parti          | Premier tour | Premier tour | Second tour | Second tour |  |
| Candidat       | Candidat              | Parti          | Voix         | %            | Voix        | %           |  |
| -------------- | --------------------- | -------------- | ------------ | ------------ | ----------- | ----------- |  |
|                | Jean-Paul Durieux élu | PS             | 16 129       | 38,42        | 29 170      | 70,11       |  |
|                | Antoine Porcu sortant | PCF            | 13 747       | 32,75        | Retrait     | Retrait     |  |
|                | Jacques Delivré       | RPR (UNM)      | 9 207        | 21,93        | 12 434      | 29,89       |  |
|                | Pierre Mersch         | MRG            | 2 474        | 5,89         |             |             |  |
|                | Patrice Ragni         | Divers gauche  | 424          | 1,01         |             |             |  |
|                |                       |                |              |              |             |             |  |
| Inscrits       | Inscrits              | Inscrits       | 60 192       | 100,00       | 60 174      | 100,00      |  |
| Abstentions    | Abstentions           | Abstentions    | 17 790       | 29,56        | 17 275      | 28,71       |  |
| Votants        | Votants               | Votants        | 42 402       | 70,44        | 42 899      | 71,29       |  |
| Blancs et nuls | Blancs et nuls        | Blancs et nuls | 421          | 0,99         | 1 295       | 3,02        |  |
| Exprimés       | Exprimés              | Exprimés       | 41 981       | 99,01        | 41 604      | 96,98       |  |

Le suppléant de Jean-Paul Durieux était Gilbert Gilson, de Villerupt.

### Élections de 1988
| Candidat       | Candidat                        | Parti          | Premier tour | Premier tour | Second tour | Second tour |  |
| Candidat       | Candidat                        | Parti          | Voix         | %            | Voix        | %           |  |
| -------------- | ------------------------------- | -------------- | ------------ | ------------ | ----------- | ----------- |  |
|                | Jean-Paul Durieux sortant réélu | PS             | 14 885       | 35,77        | 28 046      | 64,83       |  |
|                | Jules Jean                      | PCF            | 11 735       | 28,2         | Retrait     | Retrait     |  |
|                | Jean-Luc André                  | RPR (URC)      | 9 910        | 23,81        | 15 212      | 35,17       |  |
|                | Jacques Marchal                 | FN             | 3 522        | 8,46         |             |             |  |
|                | Bruno Trombini                  | Extrême gauche | 874          | 2,1          |             |             |  |
|                | Maxime Salucci                  | Régionaliste   | 419          | 1,01         |             |             |  |
|                | Philippe Loisel                 | POE            | 270          | 0,65         |             |             |  |
|                |                                 |                |              |              |             |             |  |
| Inscrits       | Inscrits                        | Inscrits       | 71 343       | 100,00       | 71 317      | 100,00      |  |
| Abstentions    | Abstentions                     | Abstentions    | 28 974       | 40,61        | 26 500      | 37,16       |  |
| Votants        | Votants                         | Votants        | 42 369       | 59,39        | 44 817      | 62,84       |  |
| Blancs et nuls | Blancs et nuls                  | Blancs et nuls | 754          | 1,78         | 1 559       | 3,48        |  |
| Exprimés       | Exprimés                        | Exprimés       | 41 615       | 98,22        | 43 258      | 96,52       |  |

Le suppléant de Jean-Paul Durieux était Christian Eckert, enseignant, maire de Trieux.

### Élections de 1993
| Candidat       | Candidat                        | Parti          | Premier tour | Premier tour | Second tour | Second tour |  |
| Candidat       | Candidat                        | Parti          | Voix         | %            | Voix        | %           |  |
| -------------- | ------------------------------- | -------------- | ------------ | ------------ | ----------- | ----------- |  |
|                | André Ferrari                   | UDF (Rad)      | 9 387        | 23,48        | 19 287      | 48,17       |  |
|                | Jean-Paul Durieux sortant réélu | PS (ADFP)      | 8 054        | 20,15        | 20 755      | 51,83       |  |
|                | Alain Casoni                    | PCF            | 7 979        | 19,96        |             |             |  |
|                | Jacques Marchal                 | FN             | 5 342        | 13,36        |             |             |  |
|                | Jean-Luc André                  | diss. RPR      | 2 140        | 5,35         |             |             |  |
|                | Alexandre Bardelli              | Les Verts (EÉ) | 1 784        | 4,46         |             |             |  |
|                | Gérard Julet                    | LT-LNÉ         | 1 693        | 4,24         |             |             |  |
|                | Pierre Mersch                   | Divers gauche  | 1 682        | 4,21         |             |             |  |
|                | Marc Rennie                     | Divers         | 1 564        | 3,91         |             |             |  |
|                | Daniel Lallemant                | CNIP           | 346          | 0,87         |             |             |  |
|                |                                 |                |              |              |             |             |  |
| Inscrits       | Inscrits                        | Inscrits       | 69 591       | 100,00       | 69 580      | 100,00      |  |
| Abstentions    | Abstentions                     | Abstentions    | 27 077       | 38,91        | 25 581      | 36,76       |  |
| Votants        | Votants                         | Votants        | 42 514       | 61,09        | 43 999      | 63,24       |  |
| Blancs et nuls | Blancs et nuls                  | Blancs et nuls | 2 543        | 5,98         | 3 957       | 8,99        |  |
| Exprimés       | Exprimés                        | Exprimés       | 39 971       | 94,02        | 40 042      | 91,01       |  |

Le suppléant de Jean-Paul Durieux était Christian Eckert.

### Élections de 1997
| Candidat       | Candidat                        | Parti          | Premier tour | Premier tour | Second tour | Second tour |  |
| Candidat       | Candidat                        | Parti          | Voix         | %            | Voix        | %           |  |
| -------------- | ------------------------------- | -------------- | ------------ | ------------ | ----------- | ----------- |  |
|                | Jean-Paul Durieux sortant réélu | PS             | 12 944       | 30,76        | 21 365      | 100,00      |  |
|                | Frédéric Brigidi                | PCF            | 9 396        | 22,33        | Retrait     | Retrait     |  |
|                | André Ferrari                   | UDF (Rad)      | 8 143        | 19,35        |             |             |  |
|                | Jacques Peyrou                  | FN             | 6 017        | 14,3         |             |             |  |
|                | Marc Rennie                     | Divers         | 1 399        | 3,32         |             |             |  |
|                | Robert Bertomeu                 | LO             | 1 277        | 3,03         |             |             |  |
|                | Steeve Sengulen                 | GÉ             | 1 193        | 2,84         |             |             |  |
|                | Bernadette Parance              | Les Verts      | 948          | 2,25         |             |             |  |
|                | Frédéric Kurzawa                | LDI (MPF)      | 762          | 1,81         |             |             |  |
|                |                                 |                |              |              |             |             |  |
| Inscrits       | Inscrits                        | Inscrits       | 68 758       | 100,00       | 68 751      | 100,00      |  |
| Abstentions    | Abstentions                     | Abstentions    | 25 090       | 36,49        | 38 940      | 56,64       |  |
| Votants        | Votants                         | Votants        | 43 668       | 63,51        | 29 811      | 43,36       |  |
| Blancs et nuls | Blancs et nuls                  | Blancs et nuls | 1 589        | 3,64         | 8 446       | 28,33       |  |
| Exprimés       | Exprimés                        | Exprimés       | 42 079       | 96,36        | 21 365      | 71,67       |  |

Le suppléant de Jean-Paul Durieux était Christian Eckert.

### Élections de 2002
| Candidat       | Candidat                  | Parti            | Premier tour | Premier tour | Second tour | Second tour |  |
| Candidat       | Candidat                  | Parti            | Voix         | %            | Voix        | %           |  |
| -------------- | ------------------------- | ---------------- | ------------ | ------------ | ----------- | ----------- |  |
|                | Jean-Paul Durieux sortant | PS               | 10 405       | 27,4         | 17 194      | 49,79       |  |
|                | Édouard Jacque élu        | UMP              | 10 098       | 26,59        | 17 341      | 50,21       |  |
|                | Laurent Righi             | PCF              | 7 258        | 19,11        |             |             |  |
|                | Jean Thomas               | FN               | 3 886        | 10,23        |             |             |  |
|                | Jean-Luc André            | RPF              | 2 580        | 6,79         |             |             |  |
|                | Marc Feller               | Les Verts        | 997          | 2,63         |             |             |  |
|                | Philippe Dubois           | LCR              | 725          | 1,91         |             |             |  |
|                | Marie-Claude Dannebey     | LO               | 652          | 1,72         |             |             |  |
|                | Andrée Doury              | MNR              | 428          | 1,13         |             |             |  |
|                | Marie-Chantal Berezecki   | Pôle républicain | 413          | 1,09         |             |             |  |
|                | Christophe Dubot          | MÉI              | 279          | 0,73         |             |             |  |
|                | Dominique Nizzi           | CPNT             | 256          | 0,67         |             |             |  |
|                | Abdelnasser Adjissa       | Divers gauche    | 0            | 0            |             |             |  |
|                |                           |                  |              |              |             |             |  |
| Inscrits       | Inscrits                  | Inscrits         | 69 899       | 100,00       | 69 891      | 100,00      |  |
| Abstentions    | Abstentions               | Abstentions      | 31 244       | 44,7         | 33 630      | 48,12       |  |
| Votants        | Votants                   | Votants          | 38 655       | 55,3         | 36 261      | 51,88       |  |
| Blancs et nuls | Blancs et nuls            | Blancs et nuls   | 678          | 1,75         | 1 726       | 4,76        |  |
| Exprimés       | Exprimés                  | Exprimés         | 37 977       | 98,25        | 34 535      | 95,24       |  |

La suppléante d'Édouard Jacque était Hélène Stepien, enseignante, de Villerupt.

### Élections de 2007
| Candidat       | Candidat               | Parti          | Premier tour | Premier tour | Second tour | Second tour |  |
| Candidat       | Candidat               | Parti          | Voix         | %            | Voix        | %           |  |
| -------------- | ---------------------- | -------------- | ------------ | ------------ | ----------- | ----------- |  |
|                | Édouard Jacque sortant | UMP            | 13 569       | 37,89        | 16 787      | 46,05       |  |
|                | Christian Eckert élu   | PS             | 8 779        | 24,52        | 19 668      | 53,95       |  |
|                | Laurent Righi          | PCF            | 6 610        | 18,46        |             |             |  |
|                | Isabelle Karleskind    | UDF–MoDem      | 1 821        | 5,09         |             |             |  |
|                | Daniel Dervin          | FN             | 1 529        | 4,27         |             |             |  |
|                | Cyril Finance          | LCR            | 892          | 2,49         |             |             |  |
|                | Josiane Calmes         | MÉI            | 717          | 2            |             |             |  |
|                | Salah Haidas           | Divers gauche  | 684          | 1,91         |             |             |  |
|                | Henri Gounaud          | diss. PCF      | 493          | 1,38         |             |             |  |
|                | Fabien Engelmann       | LO             | 429          | 1,2          |             |             |  |
|                | Martine Albert-Gicquel | MNR            | 286          | 0,8          |             |             |  |
|                |                        |                |              |              |             |             |  |
| Inscrits       | Inscrits               | Inscrits       | 71 293       | 100,00       | 71 293      | 100,00      |  |
| Abstentions    | Abstentions            | Abstentions    | 34 879       | 48,92        | 33 717      | 47,29       |  |
| Votants        | Votants                | Votants        | 36 414       | 51,08        | 37 576      | 52,71       |  |
| Blancs et nuls | Blancs et nuls         | Blancs et nuls | 605          | 1,66         | 1 121       | 2,98        |  |
| Exprimés       | Exprimés               | Exprimés       | 35 809       | 98,34        | 36 455      | 97,02       |  |

#### Département de Meurthe-et-Moselle
- La fiche de l'INSEE de cette circonscription : « Tableaux et Analyses de la septième circonscription de Meurthe-et-Moselle », sur insee.fr, site de l'Institut national de la statistique et des études économiques (consulté le 10 juin 2007) [PDF]

- « Tous les députés du département de Meurthe-et-Moselle depuis 1789 » [archive du 28 septembre 2007], sur assemblee-nationale.fr, site de l'Assemblée nationale française (consulté le 10 juin 2007)

- « Informations contentieuses sur le département de Meurthe-et-Moselle (Élections législatives de 2002) »(Archive.org • Wikiwix • Archive.is • Google • Que faire ?), sur conseil-constitutionnel.fr, site du Conseil constitutionnel (consulté le 13 juin 2007)

#### Circonscriptions en France
- « Carte des circonscriptions législatives en France », sur assemblee-nationale.fr, site de l'Assemblée nationale française (consulté le 10 juin 2007)

- « Résultats électoraux officiels en France »(Archive.org • Wikiwix • Archive.is • Google • Que faire ?), sur interieur.gouv.fr, site du ministère de l'Intérieur (France) (consulté le 13 juin 2007)

- Description et Atlas des circonscriptions électorales de France sur http://www.atlaspol.com, Atlaspol, site de cartographie géopolitique, consulté le 13 juin 2007.